# Gastracanthus pulcherrimus
Gastracanthus pulcherrimus är en stekelart som beskrevs av John Obadiah Westwood 1833. Gastracanthus pulcherrimus ingår i släktet Gastracanthus och familjen puppglanssteklar. Arten är reproducerande i Sverige. Inga underarter finns listade i Catalogue of Life.